# 一の悲劇
『一の悲劇』（いちのひげき）は、法月綸太郎によるミステリー小説。著者と同名の探偵・法月綸太郎が活躍するシリーズの4作目。1991年4月に祥伝社ノン・ノベルから、1996年7月に祥伝社ノン・ポシェットから刊行された。
2013年に販売促進の一環として新たなポップを制作したところ手応えがあり、販売会社の日販が大々的に仕掛けて文庫版が19刷15万部、ノベルス版と合わせて累計22万部のヒットとなった。
2016年に日本、2021年に韓国でテレビドラマ化された。本項ではそれらのテレビドラマ版についても記述する。

## あらすじ
山倉家に息子の山倉隆史を誘拐したという電話がかかってくる。しかし、隆史は学校を休んで二階で寝ていた。やがて実際に誘拐されたのが隆史の同級生の冨沢茂だとわかる。和美が110番通報をし杉並警察署の刑事がかけつけるが、犯人からの電話の逆探知に失敗する。犯人の求めに応じて山倉史朗が身代金受け渡しをすることになる。犯人の指示によりすかいらーく小金井店、デニーズ国分寺店、JR国立駅、国営昭和記念公園などを引っ張りまわされる。狭山公園の中にある氷川神社の石段で足を踏み外し気を失う。犯人は電話で受け渡し失敗を理由に「子供は殺した」と告げる。茂の遺体は犯人の言ったとおり青梅市郊外にある青梅保養院そばの工事現場で見つかった。警察の捜査により事件当夜、西武遊園地駅の周りで青いゴルフが目撃されていたことがわかる。山倉史朗は亡くなった次美の夫である三浦靖史が青いゴルフに乗っていたことを思い出し、彼の住む中野ニューハイムに向かう。三浦が犯人ではないかと激昂し殴っているところを久能警部に止められる。警察の捜査によると三浦にはアリバイがあり、小説家の法月綸太郎がアリバイ証人だという。山倉史朗は住友三角ビルの会員制クラブで法月綸太郎と会うことにする。三浦が何らかのトリックを使ったと考えた山倉史朗は証拠を探るため、三浦の部屋を捜索することにする。和美が三浦を外におびき出し、三浦の部屋に入った山倉史朗は帰ってきた三浦に殴られ昏倒してしまう。バスルームで目を覚ました山倉史朗だが、三浦靖史は玄関で脇腹を刺され死んでいた。玄関とすべての窓の鍵がかかり現場は密室状態となっていた。一度はベランダから逃亡した山倉史朗だが、中野警察署に自ら出向き警察に事情を説明する。法月綸太郎が取調室にやってきて、三浦がトリックを使って自身がアリバイ証人に仕立て上げられていたこと共犯者がいることを説明する。隆史が冨沢路子に誘拐される。路子は井の頭公園小鳥の森のそばにある今は潰れてしまったさざんか幼稚園にいた。山倉史朗たちは路子を説得し隆史を救出する。救出の際に山倉史朗は脇腹を刺されて三鷹台病院に運ばれるが、緊急手術の結果命に別状はなかった。密室がダイイング・メッセージではないかと推理した法月綸太郎は犯人を指摘する。

## 登場人物

### 山倉家
山倉 史朗（やまくら しろう）
『新都アド』SP局長。身代金受け渡しをすることになる。
山倉 和美（やまくら かずみ）
史朗の妻。8年前に急性妊娠中毒症で子供を死産する。
山倉 隆史（やまくら たかし）
三浦と次美の間に産まれた子供。史朗と和美夫妻と養子縁組をする。

### 冨沢家
冨沢 耕一（とみさわ こういち）
『セントラル電子』に勤務している会社員。
冨沢 路子（とみさわ みちこ）
耕一の妻。8年前に世田谷の産婦人科病院で働いていたときに山倉家と知り合う。
冨沢 茂（とみさわ しげる）
史朗と路子の不倫の関係で産まれた子供。犯人に誘拐され殺害される。

### 警察
竹内（たけうち）
杉並警察署捜査係警部補。
池辺（いけべ）
刑事。
酒井（さかい）
刑事。
山内（やまうち）
刑事。
松永（まつなが）
青梅警察署の刑事課長。
久能
警視庁刑事部捜査一課警部。
法月（のりづき）
警視。綸太郎の父。

### 山倉家の親戚
門脇 了壱（かどわき りょういち）
和美の父親。史朗が勤務する『新都アド』の専務。
三浦 次美（つぐみ）
和美の妹。隆史を産んだときに出血によるショックで亡くなる。
三浦 靖史（みうら やすし）
次美の夫。中野のアパートに住んでいる。

### 新都アド
黒田（くろだ）
調査員。
隅田 成美（すみだ なるみ）
史朗の部下。

### その他の登場人物
本間 万穂（ほんま まほ）
女子大生。三浦のガールフレンド。
法月 綸太郎（のりづき りんたろう）
推理小説家。三浦のアリバイ証人となる。

## 書誌情報
ノベルス
1991年4月22日発売、祥伝社〈ノン・ノベル〉、ISBN 4-396-20352-7
文庫本
1996年7月10日発売、祥伝社〈祥伝社文庫〉、ISBN 4-396-32514-2
文庫本（新装版）
2022年4月15日発売、祥伝社〈祥伝社文庫〉、ISBN 978-4-396-34802-1

## テレビドラマ
『金曜プレミアム・誘拐ミステリー超傑作 法月綸太郎 一の悲劇』のタイトルでテレビドラマ化され、2016年9月23日にフジテレビ系列の「金曜プレミアム」枠（21:00-23:22）にて放映された。

### キャスト
- 法月綸太郎：長谷川博己 （法月貞雄の息子・推理作家）
- 山倉史朗：伊原剛志 （不動産企業常務。連れ去られるべき子どもの父）
- 山倉和美：富田靖子 （山倉の妻）
- 富沢茂：須田琉雅（連れ去られた子ども）
- 富沢路子：矢田亜希子 （茂の母）
- 富沢耕一：神尾佑（茂の父）
- 三浦靖史：波岡一喜（和美の義弟）
- 久能晴路：モロ師岡（警部）
- 竹内：半海一晃（警部補）
- 門脇了壱：中尾彬（不動産企業「門脇リゾート＆ホテルズ」社長）
- 小笠原花代：渡辺えり （法月家・家政婦）
- 法月貞雄：奥田瑛二 （警視・綸太郎の父）

ほか

### スタッフ
- 脚本：関えり香
- 演出：永山耕三（フジテレビ）
- 音楽：橋本しん
- 編成企画：水野綾子（フジテレビ）、藤井修（フジテレビ）
- プロデュース：小泉守、柿沼竹生
- 制作：フジテレビ
- 制作著作：トータルメディアコミュニケーション

## 韓国版テレビドラマ
『ザ・ロード：1の悲劇』（原題：더 로드 : 1의 비극）のタイトルでtvNにて2021年8月4日から9月9日にかけて全12話が放送され、日本では2022年3月31日より衛星劇場にて初放送された。

### キャスト（韓国版）
- ペク・スヒョン：チ・ジニ[7]
- ソ・ウンス：ユン・セア[7]
- チャ・ソヨン：キム・ヘウン[7]
- ソ・ギテ：チョン・ホジン[7]
- チェ・ナムギュ：アン・ネサン[7]
- シム・ソクフン：キム・ソンス[7]
- オ・ジャンホ：カン・ソンミン[7]

### スタッフ（韓国版）
- 演出：キム・ノウォン[7]
- 脚本：ユン・ヒジョン[7]